# Башнефть (шашечный клуб)
«Башнефть», АНО «Профессиональный шашечный клуб „Башнефть“» — профессиональный шашечный клуб, располагающийся в городе Уфе, Республика Башкортостан.
Неоднократный победитель Кубка Чемпионов среди клубов. С 2000 занимает 1 место в Европейском рейтинге клубов. «Башнефть», завоевав в 2004 Кубок Европейской Конфедерации, как среди мужчин, так и среди женщин, стал первым клубом, которому удалось это сделать.
Председатель и главный тренер клуба со дня основания Ю. В. Черток.
Местонахождение и почтовый адрес шашечного клуба: 450077, Республика Башкортостан, г. Уфа, ул. Достоевского, д. 49.
Мужская команда клуба — обладатель Кубка Европейских чемпионов (2000-01), обладатель Кубка европейской конфедерации шашек (2000-01, 2004-07, 2010), серебряный (2003, 2008), бронзовый (2002) призёр, чемпион России (2000-01, 2006), серебро (1999, 2002, 2004-05, 2011). Женская команда — обладатель Кубка европейской конфедерации шашек (2002, 2004, 2010, 2011), серебряный (2001, 2003), бронзовый призёр (2006), чемпион России (2000-01, 2004-05), серебро (2002) среди клубов.
Основан в 1999 как клуб «Нефтяник» при НГДУ «Ишимбайнефть» (президент — Владимир Давыдов), с 2001 современное название и статус. В 2002 году профессиональный шашечный клуб «Нефтяник» (Ишимбай) переименован в «Башнефть» и переведен из Ишимбая в Уфу (президент — Ильгиз Файзуллович Мазитов). «Башнефть» в 2004 году в Таллинне в третий раз завоевала Кубок Европейской конфедерации, после чего кубок навечно оставлен на хранение в музее клуба.
В 2002 году выиграл все турниры: Кубок России, Кубок европейской конфедерации EDC и Кубок европейских чемпионов.
В 2004 году «Башнефть» — чемпион Европы среди клубов как среди мужчин, так и женщин. Мужской команде переходящий чемпионский кубок Европейской конфедерации шашек оставлен навечно.
В 2006 году мужская команда «Башнефти» — чемпион Европы среди клубов (Франция).
В 2007 году мужская команда «Башнефти» в четвёртый раз подряд победила на чемпионате Европы среди клубных команд.

## Спортсмены
За клуб выступали: Шварцман Александр (V клубный чемпионат России по международным шашкам и другие), Марк Подольский, Александр Балякин, Владимир Мильшин и др.

## Воспитанники
чемпионка России по блицу О. А. Беллер (2001), чемпион России среди молодежи В. В. Штумпф (1996), бронзовый призёр первенства Европы: Ф. М. Ишмуратов (1999, среди юниоров), победители первенства Европы: А. Р. Шайбаков (2004, среди миникадетов), О. В. Абдуллина (2002-04, среди девочек), А.Идрисова (2004, среди младших девочек), А. М. Аминова (2002, в группе «надежды»), Ю. Валеева, А. Сагитова, А. Урманов, И. Рыжов, С. Федин, Р. Аюпова, Д. Рысаев, Г. Абубакирова и др. Многие из них позднее стали выступать за клуб.

## Титулы
| Год  | Призёр                  | Соревнование                   | Место проведения | Призовое место |
| 2000 | Команда клуба           | Кубок Европейской конфедерации | Литва            | Золото         |
| 2000 | Команда клуба           | командный чемпионат мира       | Великобритания   | Золото         |
| 2000 | Команда клуба           | Кубок европейских чемпионов    | Нидерланды       | Золото         |
| 2001 | Команда клуба           | Кубок европейских чемпионов    | Россия           | Золото         |
| 2001 | Команда клуба           | Кубок Европейской конфедерации | Россия           | Золото         |
| 2002 | Команда клуба (мужчины) | Кубок Европейской конфедерации | Испания          | Бронза         |
| 2002 | Команда клуба (женщины) | Кубок Европейской конфедерации | Испания          | Золото         |
| 2003 | Команда клуба           | Кубок Европейской конфедерации | Польша           | Серебро        |
| 2004 | Команда клуба (мужчины) | Кубок Европейской конфедерации | Эстония          | Золото         |
| 2004 | Команда клуба (женщины) | Кубок Европейской конфедерации | Эстония          | Золото         |
| 2005 | Команда клуба           | командный чемпионат мира       | Италия           | Золото         |
| 2005 | Команда клуба           | Кубок Европейской конфедерации | Франция          | Золото         |
| 2006 | Команда клуба           | командный чемпионат мира       | Сенегал          | Золото         |
| 2006 | Команда клуба (мужчины) | Кубок Европейской конфедерации | Франция          | Золото         |
| 2006 | Команда клуба (женщины) | Кубок Европейской конфедерации | Франция          | Бронза         |
| 2007 | Команда клуба           | Кубок Европейской конфедерации | Франция          | Золото         |
| 2008 | Команда клуба           | Кубок Европейской конфедерации | Россия           | Серебро        |
| 2009 | Команда клуба           | Кубок Европейской конфедерации | Болгария         | Золото         |
| 2010 | Команда клуба (мужчины) | Кубок Европейской конфедерации | Латвия           | Золото         |
| 2010 | Команда клуба (женщины) | Кубок Европейской конфедерации | Латвия           | Золото         |
| 2011 | Команда клуба (мужчины) | Кубок Европейской конфедерации | Болгария         | Серебро        |
| 2011 | Команда клуба (женщины) | Кубок Европейской конфедерации | Болгария         | Золото         |